# مات وليامز (لاعب كرة سلة)
مات وليامز (14 أكتوبر 1993 بأورلاندو في الولايات المتحدة - ) (بالإنجليزية: Matt Williams)‏ هو لاعب كرة سلة أمريكي في مركز مدافع مسدد الهدف. لعب مع UCF Knights men's basketball ‏.

## وصلات خارجية
- مات وليامز على موقع إن بي أي (الإنجليزية)
- مات وليامز على موقع سبورتس رفرنس (الإنجليزية)
- مات وليامز على موقع كرة السلة الأوروبية.كوم (الإنجليزية)
- مات وليامز على موقع كلية كرة السلة في سبورتس رفرنس.كوم (الإنجليزية)
- مات وليامز على موقع ريلجم (الإنجليزية)
- مات وليامز على موقع بروبوليرز (الإنجليزية)
- مات وليامز على موقع سبورتس رفرنس (الإنجليزية)
- مات وليامز على موقع سبورتس رفرنس (الإنجليزية)